# Stalagtia
Stalagtia là một chi nhện trong họ Dysderidae.